# 아오미 어번 스포츠 파크

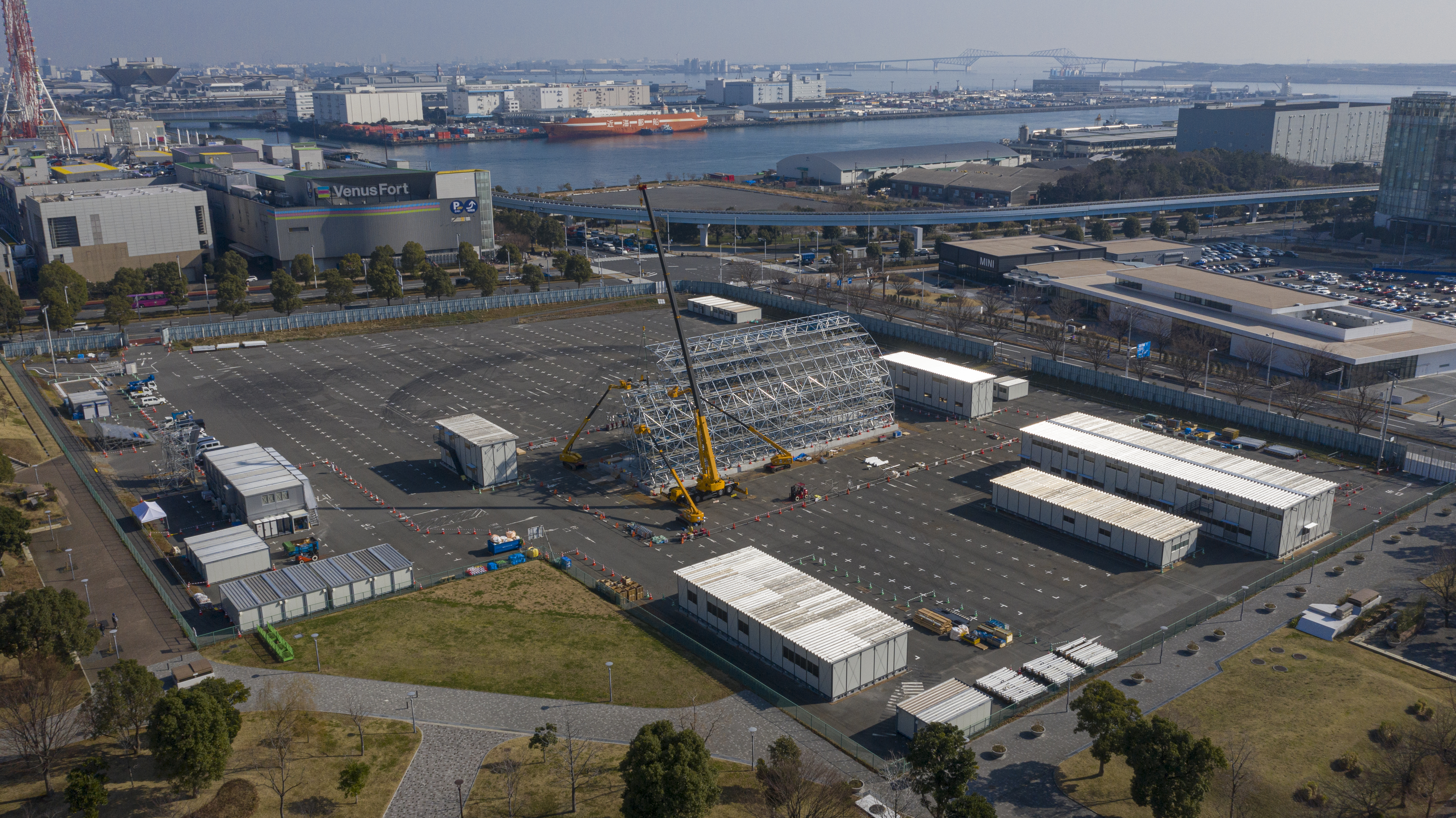
아오미 어번 스포츠 파크

아오미 어번 스포츠 파크(일본어: 青海アーバンスポーツパーク 아오미아반스포쓰파쿠[*])는 일본 도쿄도 고토구 아오미에 가설되었던 실외 스포츠 시설이다. 2020년 하계 올림픽 및 2020년 하계 패럴림픽 경기장으로 사용되었다.
가설 회장으로서 건설되어 올림픽에서는 농구 3x3, 스포츠클라이밍이 진행되었으며 패럴림픽에서는 시각 장애인 5인제 축구가 실시되었다.
대회 종료 후에 시설은 해체되었다.